# Stefan Steinemann

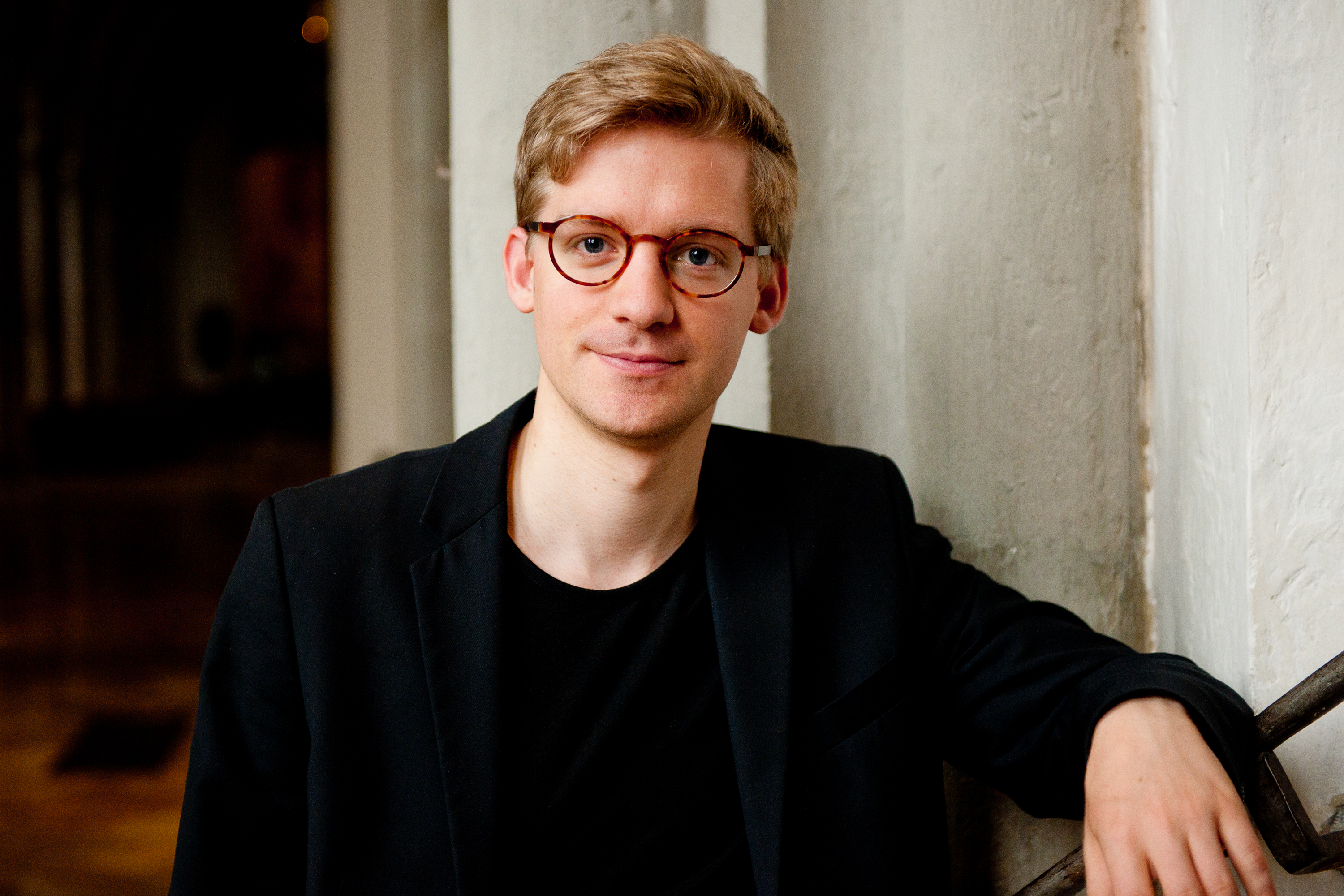
Stefan Steinemann (2019)

Stefan Steinemann (* 14. Oktober 1992 in Augsburg) ist ein deutscher Kirchenmusiker, Organist, Cembalist, Sänger und Dirigent. Als Domkapellmeister an der Augsburger Kathedrale leitet er die Augsburger Domsingknaben. Er ist zudem künstlerischer Leiter des von ihm gegründeten Vokalensembles AUXantiqua. Als Altus ist er ferner Teil des Leonhard Paminger Ensemble und des Ensembles InVocare.

## Werdegang
Stefan Steinemann begann seine musikalische Laufbahn im Alter von 5 Jahren bei den Augsburger Domsingknaben. Dort erhielt er auch seinen ersten Instrumentalunterricht an Klavier und Orgel. Bereits in jungen Jahren sammelte er Erfahrung als Knabensolist auf den Bühnen des Augsburger Stadttheaters, dem Thüringer Landestheater, Eisenach und an der Bayerischen Staatsoper in München.
Nach dem Abitur studierte Steinemann katholische Kirchenmusik, Gesang und Chordirigieren an der Hochschule für Musik und Theater München. Zu seinen Lehrern gehören Bernhard Haas (Orgel), Michael Gläser (Chorleitung) und Monika Riedler (Gesang). Wichtige stimmtechnische Impulse erhielt er außerdem von Hartmut Elbert. Regelmäßig erweitert er seine Kenntnisse durch Meisterkurse z. B. bei Jean Guillou, Zsigmond Szathmáry, Aude Heurtematte, Andrés Cea Galán, Daniel Roth, Jon Laukvik und Francesco Finotti.
Von 2016 bis 2018 absolvierte Steinemann die Advanced Vocal Ensemble Studies (AVES) an der Schola Cantorum Basiliensis. Unter der Leitung von Evelyn Tubb und Anthony Rooley bildete die Erarbeitung weltlicher Vokalwerke der Renaissance im englischen und italienischen Sprachraum den Schwerpunkt dieses Studiums.
Aus dem Studium heraus bildete sich das Vokalensemble InVocare, das in unterschiedlicher Besetzungsgröße bereits in Konzerten und Festivals in ganz Europa aufgetreten ist. Neben seiner solistischen Tätigkeit ist er außerdem Teil der Ensembles Alerïon und Leonhard-Paminger-Ensemble.
Für seine Studienleistungen wurde Stefan Steinemann mit dem Deutschlandstipendium und einem Stipendium der Maja-Sacher-Stiftung ausgezeichnet.
Im Rahmen seiner Konzerttätigkeit als Sänger, Tastenspieler und Dirigent setzt sich Steinemann mit Musik aus allen Epochen, beginnend bei der Gregorianik bis hin zu zeitgenössischen Kompositionen, auseinander. Einen Schwerpunkt in seinem Musizieren bilden dabei Werke der Renaissance und Barockzeit. Er war Gast in der Philharmonie Ljubljana und bei zahlreichen Festivals wie den Innsbrucker Festwochen, dem Musica-Antiqua-Festival, Brügge, der Münchner Residenzwoche, den Audi Sommerkonzerten oder den Europäischen Festwochen, Passau.

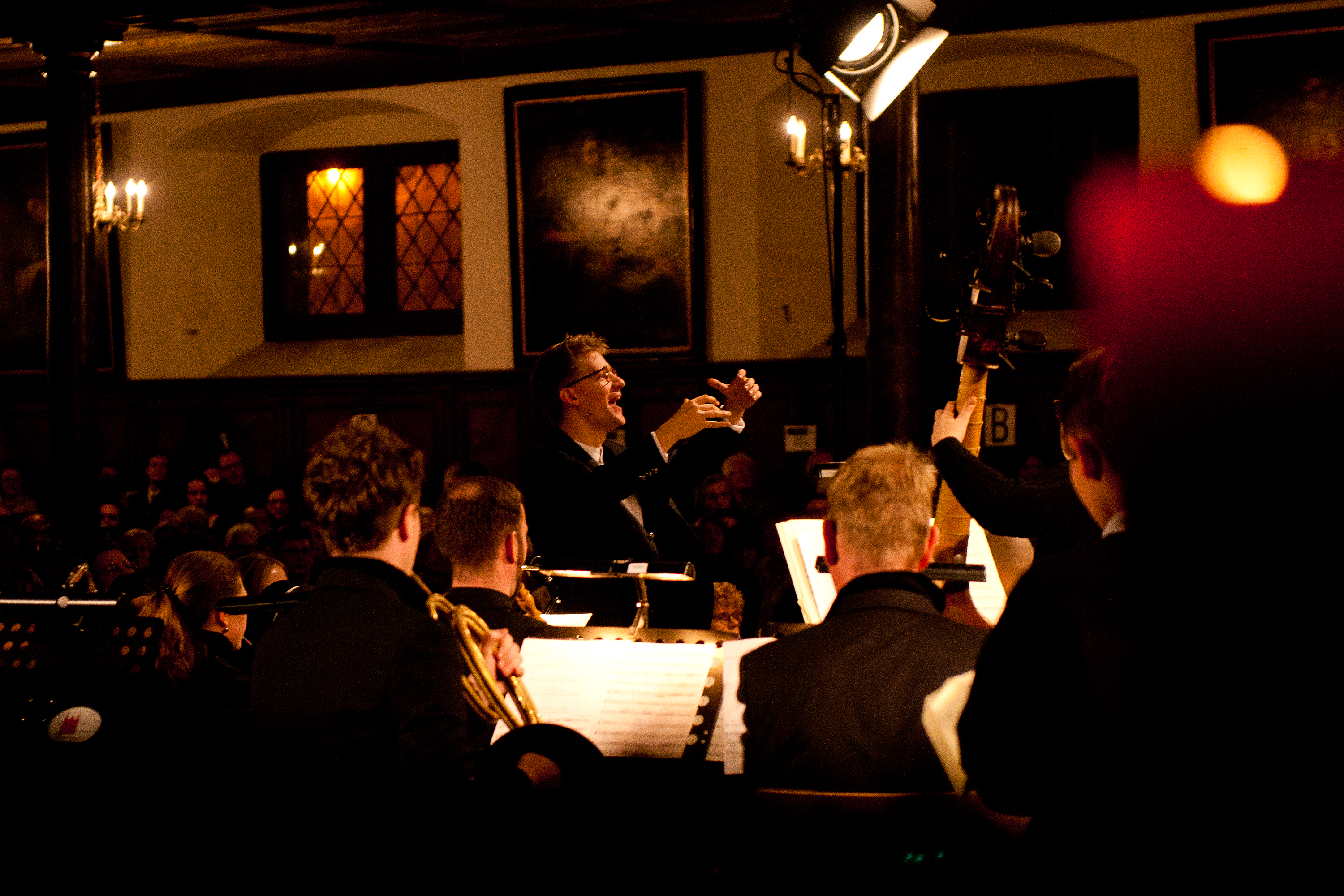
Stefan Steinemann in einer Aufführung des Weihnachtsoratoriums von Johann Sebastian Bach mit den Augsburger Domsingknaben im Jahr 2019

Im Herbst 2019 hatte Steinemann sein Debüt mit dem von ihm gegründeten Ensemble AUXantiqua. Die Aufführungen von Monteverdis Vespro della Beata Vergine erlangten große mediale Präsenz und wurden als „eine Wucht“ (Augsburger Allgemeine) und „magisches Klangfest“ (Donaukurier) gefeiert.
Am 1. Januar 2020 übernahm Stefan Steinemann als jüngster Domkapellmeister Deutschlands die musikalische Gesamtleitung am Augsburger Dom und damit auch die künstlerische Leitung der Augsburger Domsingknaben. Bereits während seiner Studienzeit war er als Stimmbildner und Chorleiter bei den Augsburger Domsingknaben tätig. 

## Veröffentlichungen
- Samuel Scheidt: Allein nach dir, Herr Jesu Christ. Herausgeber: Stefan Steinemann. Carus-Verlag, 2021.[4]
- Lachrymarium. Ensemble Alerion. Spektral, DDD, 2020.
- BACH 333, 4-Part Chorales. Vol. 1, Augsburger Domsingknaben, Reinhard Kammler / Deutsche Grammophon 2018
- „Frohe Weihnachten“ – Die schönsten Weihnachtsklassiker für die ganze Familie. Augsburger Domsingknaben, Anna Prohaska, Adoro, Albrecht Mayer, Daniel Hope, Reinhard Kammler, Deutsches Kammerorchester Berlin. Deutsche Grammophon, 2012.